# 감성돔
감성돔(영어: blackhead seabream, 학명: Acantopagrus schlegelii)은 도미과에 속하는 해수어이다. 감성돔이라는 이름은 검은 돔에서 변화한 것으로 추정된다. 감상어, 먹도미, 감성도미, 감셍이, 구릿, 맹이, 남정바리 등으로 불리기도 한다.

## 외형
몸길이 40~50cm에 몸무게 1.5~2kg 정도이다. 몸은 타원형이며, 등 쪽의 외곽은 올라와 있으며 지느러미에는 날카로운 가시가 특히 발달되어 있다. 가슴지느러미가 발달되어 있어 복잡한 해저 지형을 자유롭게 돌아다닐 수 있으며, 후진을 하는 것도 가능하다. 몸 빛깔은 대체적으로 회흑색을 띠며, 배는 연한 빛깔이다. 옆구리에는 경계가 모호하고 어두운 줄무늬가 7~9개 정도 나 있다. 턱의 힘은 굉장히 강하여 이것으로 조개의 껍데기를 깨부수며 살을 파먹을 수 있다.

## 서식
보통 수심이 약 5-50m의 모래 바닥에 서식하지만 암초지역에도 많고 때로는 기수에까지 올라온다. 회유를 하는 어종으로, 바닷물고기이지만 민물에서도 잘 적응한다. 어릴 때에는 무리를 지어 생활하지만, 성어가 되면 한 마리 또는 여러 마리씩 행동한다.

## 특징
경계심이 강하고 웅성선숙(雄性先熟)의 성전환을 하는 특징이 있다. 어릴 때에는 정상적인 정소를 가진 수컷이지만, 부화한 지 1년이 지나 몸길이가 10cm 정도로 자라면 정소의 내벽에 암컷의 특징인 난세포가 나타난다. 2년 정도 지나면 난소가 발달하여 정소와 함께 존재하는 자웅동체가 된다. 그리고 30cm 정도의 성어가 되면 난소가 커지고 정소가 수축하여 암컷이 되거나, 정소가 발달하여 수컷이 되는 것으로 알려져 있다. 한국에서는 동해와 남해에 주로 분포하며, 그 외에도 일본 열도·중국 대륙·대만 등지에 분포한다. 낚시하여 회로 많이 먹으며, 그 외에도 구이로 먹거나 관상어로 키우기도 한다. 낚시 제철은 늦가을부터 초봄까지이다. 양식으로 대량 생산하기도 한다. 생김새가 유사한 어종으로 틸라피아가 있다..

### 산란기
산란기는 4월 초부터 6월 중순으로, 알은 부유성이다.

### 먹이
잡식성이지만 주로 육식을 더 많이 하는 편으로, 곤충의 유충, 다모류, 극피동물, 조개류 따위를 먹고 산다.